# Perigrapha mithras
Perigrapha mithras là một loài bướm đêm trong họ Noctuidae.